# Nação Zumbi (álbum de 2014)
Nação Zumbi é oitavo álbum de estúdio do grupo musical homônimo. Primeiro álbum de inéditas do grupo desde Fome De Tudo (2007), é o seu segundo álbum de estúdio autointitulado. Teve apoio do Edital Natura Musical na Edição de 2013.
Foi eleito o 6º melhor álbum nacional de 2014 pela Rolling Stone Brasil.

## Faixas
| N.º | Título                   | Duração |  |
| 1.  | "Cicatriz"               | 3:28    |  |
| 2.  | "Bala Perdida"           | 3:56    |  |
| 3.  | "O Que Te Faz Rir"       | 3:33    |  |
| 4.  | "Defeito Perfeito"       | 2:59    |  |
| 5.  | "A Melhor Hora Da Praia" | 3:19    |  |
| 6.  | "Um Sonho"               | 4:51    |  |
| 7.  | "Novas Auroras"          | 3:30    |  |
| 8.  | "Nunca Te Vi"            | 3:28    |  |
| 9.  | "Foi De Amor"            | 2:54    |  |
| 10. | "Cuidado"                | 3:12    |  |
| 11. | "Pegando Fogo"           | 2:36    |  |

Jorge Du Peixe, Lúcio Maia, Dengue & Pupillo assinaram todas as composições do álbum, sendo "O Que Te Faz Rir" co-assinada por Junio Barreto.